# 斑喉隐蜂鸟
，是雨燕目蜂鸟科的一种鸟类。
斑喉隐蜂鸟体重约3.7克，翼长约43.2毫米，嘴峰长约27.7毫米，喙宽度约2.1毫米，喙厚度约2毫米，跗蹠长约4.2毫米，尾长约41.7毫米。斑喉隐蜂鸟在其分布区内为留鸟，其栖息在密集的高大树木组成的森林中，食性为草食性，主要食物来源是植物的花蜜。

## 亚种
- ：分布于哥伦比亚极东部地区至委内瑞拉、圭亚那西部和巴西西部。
- ：分布于巴西中北部亚马逊河下游流域。[4]